# Kabinet-Halim
Het kabinet-Halim was een kabinet van de Republiek Indonesië (RI) in de periode dat het een deelstaat was van de Verenigde Staten van Indonesië (VSI). In de periode dat het kabinet-Halim regeerde over de RI, werd de VSI regeerd door het kabinet van de VSI. Het kabinet werd geïnstalleerd in januari 1950 en werd opgeheven in september 1950, nadat Indonesië weer een eenheidsstaat werd en de RI en VSI dus werden samengevoegd.
Het kabinet-Halim werd gevormd door de Masjoemi-partij, PNI, PIR, Parkindo, BTI, de Arbeiderspartij (PB) en PSI. De enige onafhankelijke minister was minister-president Abdoel Halim zelf.
Het eerste punt van het kabinetsprogramma van het kabinet-Halim was "het voortzetten van de pogingen om te komen tot een eenheidsstaat in de Indonesische archipel, zoals bedoeld bij het uitroepen van de onafhankelijkheid op 17 augustus 1945." Met het samenvoegen van de RI en de VSI op 17 augustus 1950 werd dat doel bereikt. Het kabinet werd vervolgens begin-september vervangen door het kabinet-Natsir.

## Samenstelling
| Nr. | Ministerspost                 | Minister | Minister                            | Partij   |
| --- | ----------------------------- | -------- | ----------------------------------- | -------- |
| 1   | Minister-President            |          | Abdoel Halim (tot 17 december 1950) |          |
| 1   | Vicepremier                   |          | Abdul Hakim                         | Masjoemi |
| 2   | Binnenlandse Zaken            |          | Soesanto Tirtoprodjo                | PNI      |
| 3   | Justitie (rechterlijke macht) |          | Abdoel Gaffar Pringgodigdo          | Masjoemi |
| 4   | Informatie                    |          | Wiwoho Purbohadidjojo               | Masjoemi |
| 5   | Financiën                     |          | Lukman Hakim                        | PNI      |
| 6   | Landbouw                      |          | Sadjarwo                            | BTI      |
| 7   | Industrie en Handel           |          | Tandiono Manu                       | PSI      |
| 6   | Openbare Werken en Transport  |          | Mananti Sitompoel                   | Parkindo |
| 9   | Arbeid                        |          | Ma'as                               | PB       |
| 10  | Sociale Zaken                 |          | Hamdani                             | PSI      |
| 11  | Maatschappelijke Ontwikkeling |          | Sugondo Djojopuspito                | PSI      |
| 12  | Onderwijs en Cultuur          |          | Ki Sarmidi Mangunsarkoro            | PNI      |
| 13  | Gezondheid                    |          | Sutopo                              | PIR      |
| 14  | Godsdienst                    |          | Fakih Usman                         | Masjoemi |